# Majhauli Raj
Majhauli Raj is een nagar panchayat (plaats) in het district Deoria van de Indiase staat Uttar Pradesh. 

## Demografie
Volgens de Indiase volkstelling van 2001 wonen er 17.200 mensen in Majhauli Raj, waarvan 51% mannelijk en 49% vrouwelijk is. De plaats heeft een alfabetiseringsgraad van 46%. 